# Nandrin
Nandrin là một đô thị của Bỉ. Đô thị này tọa lạc ở vùng Walloon, tỉnh Liege. Tại thời điểm ngày 1 tháng 1 năm 2006 Nandrin có dân số 5.539 người. Tổng diện tích là 35,90 km² với mật độ dân số là 154 người trên mỗi km².